# Cooking Mama World : Club aventure
Cooking Mama World : Club aventure (intitulé Camping Mama: Outdoor Adventures en Amérique du Nord) est un jeu vidéo de cuisine pour Nintendo DS développé au Japon par Creative Office et sorti progressivement au deuxième semestre de l’année 2011.
Le but du jeu est de réussir les niveaux dans l'aventure sans perdre des points de vie (cœur) afin de débloquer de nouveaux territoires. Pour cela, des minis-jeux sont présents dans les niveaux. 
Pour réussir un niveau, le jeu ajoute le nombre de points à chaque mini-jeu sur 300 (100 à chaque mini-jeu).